# 羅卡滕達火山
羅卡滕達火山是印度尼西亞的火山，位於弗洛勒斯島以北的帕盧厄島，海拔高度875米。在1928年8月4日至9月25日期間，該火山因海嘯和地震引發最大型的火山爆發，當時島上住有266人。最近一次爆發在1985年3月23日，火山灰擴散至2公里範圍，沒有造成傷亡。2005年1月16日出現火山爆發的徵兆，當局提升警戒狀態。

## 外部連結
- Paluweh （页面存档备份，存于）
- Landsat Thermal Sensor Lights Up from Volcano's Heat （页面存档备份，存于）